# Alexandre Morais
Pour les articles homonymes, voir Morais.
Alexandre Morais est un acteur québécois né le 3 juin 1978. 
Il est comédien dans la comédie humoristique Il était une fois dans le trouble et joue le personnage de Jee.
Il était aussi l'animateur de Ça plane pour moi!, à VRAK.TV.
Il a  aussi animé l'émission Prêt Pas Prêt qui a eu un succès auprès des jeunes.
Il fit ses études secondaires à la polyvalente de L'Ancienne-Lorette et ses études collégiales au Cégep Garneau, toujours à Québec. 
Il est diplômé du Conservatoire d'art dramatique de Québec, promotion 2002.

## Nominations
- Gala Artis 2011 et 2012
- Gémeaux 2007, Meilleure animation jeunesse - Prêt pas prêt
- Gémeaux 2006 et 2007, Meilleur premier rôle jeunesse - Il était une fois dans le trouble